# Heinz Kassung
Heinz Kassung (* 5. Juni 1935 in Koblenz; † 16. Dezember 2013 ebenda) war ein deutscher Maler.

## Leben
Nach einer Lehre als Schriften- und Dekorationsmaler studierte der Sohn des Koblenzer Malermeisters Josef Kassung von 1953 bis 1958 an den Kölner Werkschulen bei Friedrich Vordemberge Kunst. Das Studium beendete Heinz Kassung mit der Ernennung zum Meisterschüler von Vordemberge im Jahr 1958. Es folgte im Jahre 1960 ein Studienaufenthalt bei Vordemberge-Gildewart in Amsterdam. Von 1962 bis 1967 arbeitete Heinz Kassung im Künstlerhaus Asterstein.
Seit 1967 lebte und arbeitete Heinz Kassung in Koblenz-Bubenheim. 1989 nahm er an einem  Symposium in Moskau und Baku teil. Von 1990 bis 1993 war Heinz Kassung Lehrbeauftragter an der Universität Koblenz-Landau. Er war Präsident der internationalen Vereinigung bildender Künstler "EUROPA 24".

## Auszeichnungen
- 1979 Verdienstmedaille der Arbeitsgemeinschaft bildender Künstler am Mittelrhein
- 1987 Kunstpreis des Landes Rheinland-Pfalz (Kunst und Künstler aus Rheinland-Pfalz)
- 1992 Csontvary-Plakette in Ungarn
- 1996 Kunstpreis des BBK Rheinland-Pfalz für das künstlerische Gesamtwerk
- 2003 Hanns-Sprung-Preises der AKM Mittelrhein
- 2005 Kulturpreis der Stadt Koblenz
- 2008 Altstadtpreis der Stadt Koblenz